# Esplanade des Invalides
Esplanade des Invalides (Esplanáda Invalidovny) je veřejné prostranství v Paříži. Jedná se o rozsáhlé zelené prostranství vytvořené na počátku 18. století.

## Poloha
Esplanáda se nachází v 7. obvodu. Vede od severní strany Invalidovny a končí na nábřeží Quai d'Orsay u Seiny, přes kterou pokračuje most Alexandra III.

## Historie
Prostranství se původně nazývalo Prés-Saint-Germain a v roce 1704 bylo změněno podle plánů architekta Roberta de Cotte (1656-1735) na rozsáhlé obdélníkové náměstí osázené trávou a lemované několika řadami stromů. Původně se promenáda táhla od Invalidovny k ulici Rue de l'Université. V roce 1720 byla esplanáda rozšířena severně až k řece na Quai d'Orsay.
Uprostřed esplanády na křižovatce ulic Rue Saint-Dominique a Avenue du Maréchal-Gallieni se mezi lety 1804-1840 nacházela fontána Invalidovny.
Dne 15. prosince 1840 se zde odehrál slavnostní ceremoniál, při kterém byly převezeny ostatky Napoleona I. Pozemky byly původně ve vlastnictví státu, ale v roce 1853 byly převedeny městu Paříži. Během světové výstavy roku 1900 byly na esplanádě umístěny výstavní pavilony. V té době bylo v severovýchodní části postaveno nádraží Invalidovny, které od roku 1979 využívá linka RER C. V roce 1913 byla otevřena v podzemí stanice metra Invalides.